# Eléctrico Futebol Clube
El Eléctrico FC es un equipo de fútbol de Portugal que forma parte del Campeonato de Portugal, la cuarta liga de fútbol más importante del país.

## Historia
Fue fundado en el año 1929 en la localidad de Ponte de Sôr y fue uno de los clubes que fundaron el Campeonato Nacional de Seniores en la temporada 2012/13, aunque en esa temporada descendieron a la Liga Regional de Portoalegre.
En tan solo una temporada retornaron al Campeonato Nacional de Seniores para la temporada 2014-15. Nunca han jugado en la Primeira Liga.

## Palmarés
- Liga Regional de Portoalegre: 2

2013/14, 2016/17